# Титов, Владислав Андреевич
Владислав Андреевич Тито́в (1934—1987) — русский советский писатель. Лауреат Государственной премии УССР имени Т. Г. Шевченко (1981).

## Биография
Родился 10 ноября 1934 года в деревне Калиновка (ныне Добринский район, Липецкая область). После окончания Чуевской средней школы Добринского района  приехал на Украину, овладел шахтерской профессией на Луганщине. Служил в армии. С 1957 по 1959 год В. Титов продолжил обучение в Боково-Антраците (ныне Антрацит, Луганская область, Украина). Во время учебы проходил практику на шахтах Красного Луча, а после защиты диплома, уезжает работать в Донецкую область. Поселился в шахтерском поселке Северный.
В 1960 году во время аварии на шахте пожертвовал собой ради товарищей и лишился обеих рук.
Переехал в Ворошиловград на постоянное место жительства. Здесь стал писателем. Не имея рук, писал, держа карандаш в зубах. Большую помощь в литературном процессе ему оказывала жена, Рита Петровна Титова.
Был членом редколлегии журналов «Юность», «Радуга», «Донбасс», членом президиума областного Комитета защиты мира, членом Союза журналистов, депутатом Луганского городского совета народных депутатов.
Умер 30 апреля 1987 года в Ворошиловграде.

## Избранные произведения
- «Всем смертям назло…» (автобиографическая повесть, 1967),
- «Ковыль — трава степная» (1971),
- «Жизнь прожить» (1983),
- «В родной земле корням теплее» (1983),
- «Проходчики» (роман, 1983)
- «Грёзы старого парка» (1986).
- рассказы «Раненый чибис», «Сапун-гора», «Полые воды» и др.
- Повесть «Рожь» — последнее произведение писателя, которое осталось не законченным.

Произведения писателя переведены на украинский язык и напечатаны в различных издательствах.

## Награды и премии
- орден Дружбы народов
- орден «Знак Почёта» (28.10.1967)
- Медаль «В ознаменование 100-летия со дня рождения Владимира Ильича Ленина»
- знак «Шахтёрская слава» I и II степеней
- премии имени «Молодой гвардии».
- премия и звание лауреата литературного конкурса имени Николая Островского (1967).
- Республиканская комсомольская премия имени Н. Островского (1976) — за пьесу «Всем смертям назло…», поставленную Ворошиловградским музыкально-драматическим театром.
- лауреат Всесоюзного литературного конкурса имени Н. Островского
- Государственная премия УССР имени Т. Г. Шевченко (1981) — за повести «Всем смертям назло», «Ковыль — трава степная»

## Память
- В Луганске открыт музей-квартира писателя В. Титова.
- В Луганске улица названа в честь писателя В. Титова.
- В Добринке Липецкой области улица названа в честь писателя В. Титова.